# 爱民乡 (德安县)
爱民乡，是中华人民共和国江西省九江市德安县下辖的一个乡镇级行政单位。

## 行政区划
爱民乡下辖以下地区：
红岩村、柏树村、南山村和土塘村。